# Jeppe på berget
För andra betydelser, se Jeppe på berget (olika betydelser).

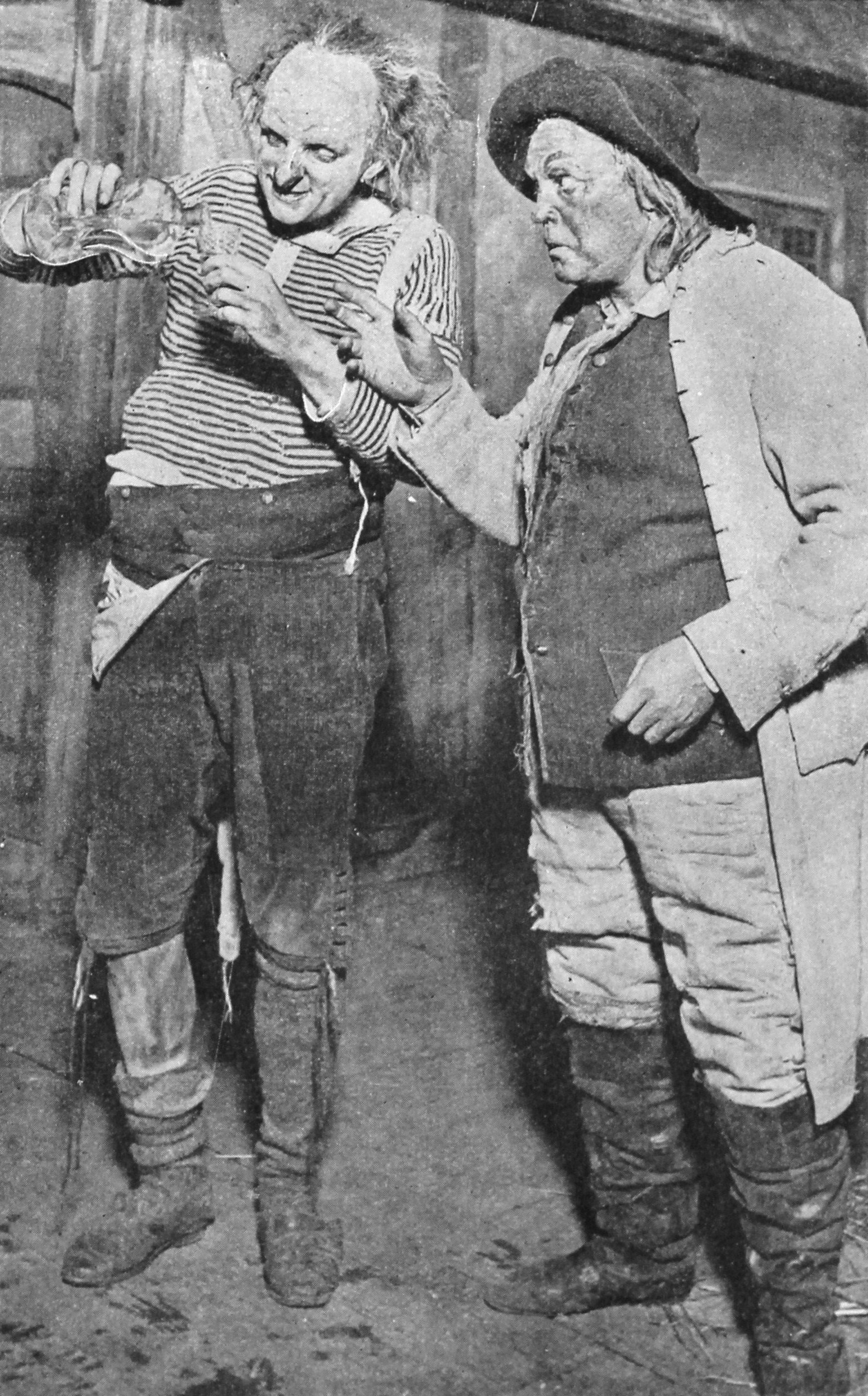
Jeppe på berget på Det Kongelige Teater i Köpenhamn 1918. Till vänster Valdemar Møller som Jacob Skomakare, till höger Henrik Malberg som Jeppe.

Jeppe på berget (original: Jeppe paa Bierget) är en komedi av Ludvig Holberg, skriven 1722.
Den stackars försupne Jeppe har det inte så lätt; hans fru Nille slår honom och är otrogen med klockaren. En dag när Jeppe som vanligt supit sig full och somnat på gödselhögen blir han upptäckt av baronen och hans folk, som bestämmer sig för att spela honom ett spratt. Han förs till slottet och kläds i vackra kläder medan han ännu sover. När han vaknar inbillar man honom att han är baron och han börjar därför strax uppträda despotiskt.  
Berättelsen har ett underförstått budskap som så många satirer från denna tid, nämligen att människor lätt blir maktgalna om de får makt för fort. Att Jeppe i sitt tidigare liv kuvats och behandlats despotiskt bör dock vägas in.

## Citat
- "Folk säger väl i häradet, att Jeppe super; men de säger inte, varför Jeppe super..." (Akt I, scen 3)

## Utgåvor på svenska (urval)
- Jeppe Nilszon på berget eller Den förwandlade bonden förestäld i en comedie på danska theatren och nu på swänska öfwersatt, 1735
- Jeppe på berget eller Den förvandlade bonden: komedi i fem akter; översättning och bearbetning av Ebbe Linde, 1950
- Tre komedier: Den politiske kanngjutaren; Jeppe på berget; Erasmus Montanus; övers., inledning och kommentar av Per Erik Wahlund, 1966
- Jeppe på berget eller den förvandlade bonden: komedi i fem akter; översättning: Hans Alfredson, 1986
- Jeppe på berget, eller den förvandlade bonden: Föreställning på Tjolöholms slott, 2019